# Rivelatore di scintilla
Un rivelatore di scintilla è un dispositivo utilizzato in ambito industriale per prevenire incendi e esplosioni di polveri.

## Funzionamento
I rivelatori di scintilla sono dei particolari sensori sensibili allo spettro infrarosso.
In genere per assolvere al meglio la loro funzione i rivelatori di scintilla devono essere installati all'interno di tubazioni che non ricevono luce dall'esterno, per cui le radiazioni infrarosse siano associabili esclusivamente alla presenza di scintille. Esistono comunque particolari rivelatori di scintilla che possono essere impiegati anche in presenza della luce solare.
In un processo industriale le scintille possono essere causate da molteplici cause (ad esempio lo sfregamento tra elementi rotanti o tra particelle di polvere) e fungono da innesco per gli incendi e le esplosioni, per cui la funzione del rivelatore di scintilla consiste nell'individuare le scintille e sopprimerle attraverso dei sistemi di controllo e estinzione che agiscono in tempi brevissimi (nell'ordine dei millisecondi).